# 张小建
张小建（1949年11月—），男，海南文昌人，中华人民共和国政治人物。

## 生平
1965年，毕业于北京八中。1981年12月至1982年4月，国家劳动总局就业司、劳动人事部培训就业局干部。1982年5月至1988年7月，劳动人事部政策研究室干部、培训就业局副处长；1988年7月至1993年12月，劳动部劳动力管理和就业司处长、副司长。1993年12月至1998年7月，担任劳动部就业司、职业技能开发司司长兼职业技能鉴定中心主任。1998年7月至2001年6月，劳动保障部培训就业司司长兼中国就业培训技术指导中心主任、职业技能鉴定中心主任。2001年6月，任劳动和保障部副部长、党组成员。2008年3月，任人力资源和社会保障部副部长。2010年10月，免去人力资源和社会保障部副部长职务，后任中国侨联副主席，中央国家机关侨联主席，中国就业促进会会长。

## 家庭
祖父张运琚，父张家宣。